# Мани (Мазовецьке воєводство)
Мани (пол. Many) — село в Польщі, у гміні Тарчин Пясечинського повіту Мазовецького воєводства.
Населення — 82 особи (2011).
У 1975-1998 роках село належало до Варшавського воєводства.

## Демографія
Демографічна структура станом на 31 березня 2011 року:
|          | Загалом | Допрацездатний вік | Працездатний вік | Постпрацездатний вік |
| -------- | ------- | ------------------ | ---------------- | -------------------- |
| Чоловіки | 39      | 12                 | 23               | 4                    |
| Жінки    | 43      | 13                 | 23               | 7                    |
| Разом    | 82      | 25                 | 46               | 11                   |